# Laburnum anagyroides

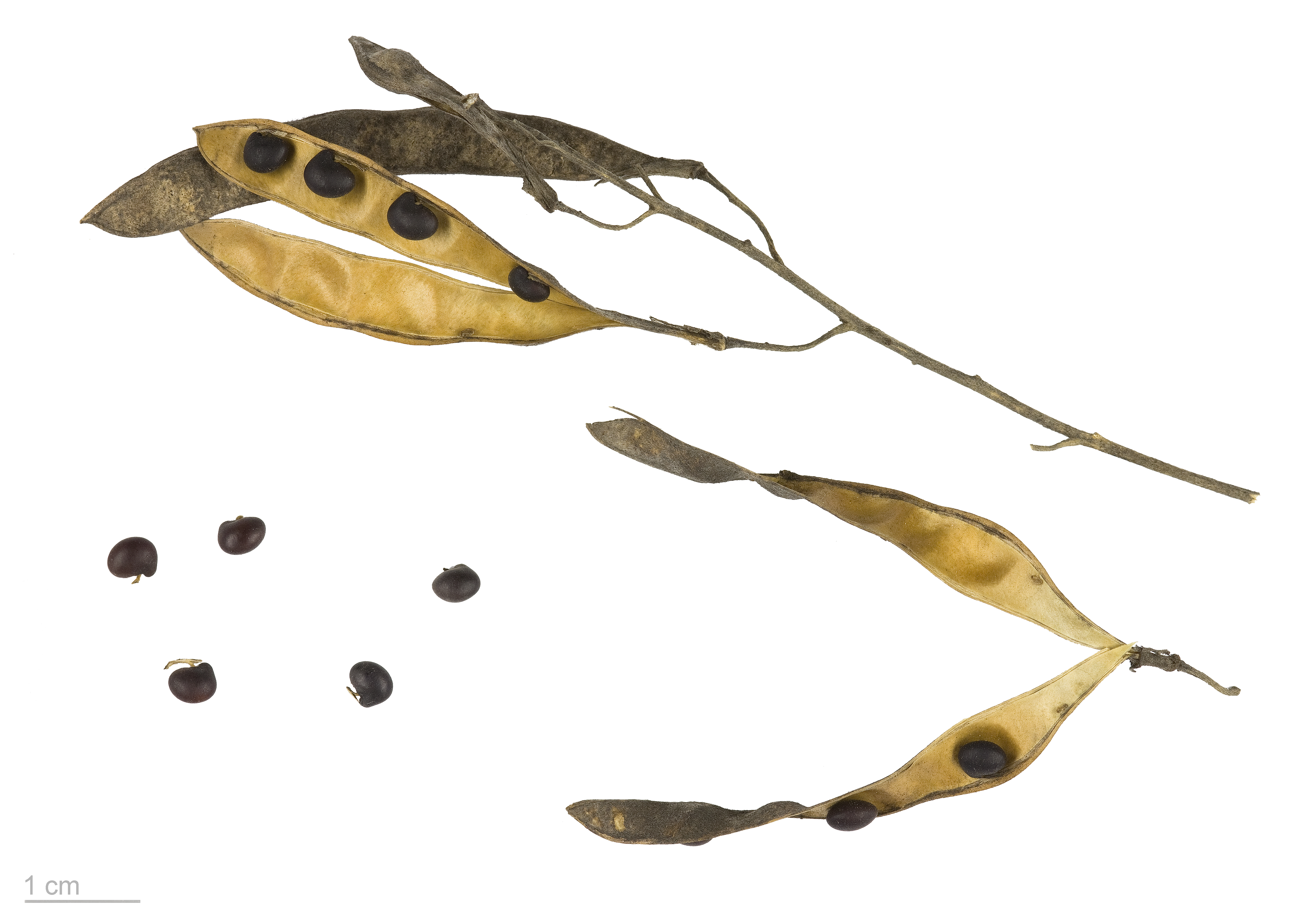
Frutos y semillas de L. anagyroides

La lluvia de oro, laburno, citiso o falso ébano (Laburnum anagyroides) es una especie de árbol pequeño de hasta 7 m de altura, perteneciente a la familia de las leguminosas. Es  nativa de Europa Central y del Sur. Así como otra especie del género, L. alpinum, y especialmente los híbridos entre ellos, L. × watereri, se utiliza como planta ornamental popular. Todas las partes de la planta contienen el tóxico alcaloide citisina y son venenosas si se consumen. L. anagyroides florece a finales de la primavera con flores amarillas densamente en racimos péndulos 10-20 cm (4-8 en) de largo.

## Descripción
Es un arbusto de corteza lisa, con ramas colgantes y ramitas pubescentes. Las hojas  tienen un largo pedúnculo, son lisas en el haz y vellosas por el envés.
Las flores son de color amarillo dorado y dulce aroma, que se agrupan en racimos colgantes de 25 cm de largo, y normalmente florecen en mayo.
Los frutos son legumbres con un gran número de semillas de color negro que contienen citisina, un alcaloide extremadamente tóxico no solo para los seres humanos sino también para los caballos, sobre todo cuando no están maduras. Sin embargo, algunos animales salvajes como liebres y ciervos se pueden alimentar de ellos sin ningún problema.
La madera es dura y pesada, de un color amarillo-marrón, ideal para el torneado de madera y como combustible. En el pasado (y hoy en la recreación histórica), fue utilizado para hacer  arcos. Se planta en los puentes y parques por sus características ornamentales.

## Etimología
Laburnum del latín que significa Lluvia de oro, y del género Anagyris y el sufijo oides, que significa parecido o semejante.

## Citología
Número de cromosomas de Laburnum anagyroides (Fam. Leguminosae) y taxones infraespecíficos.

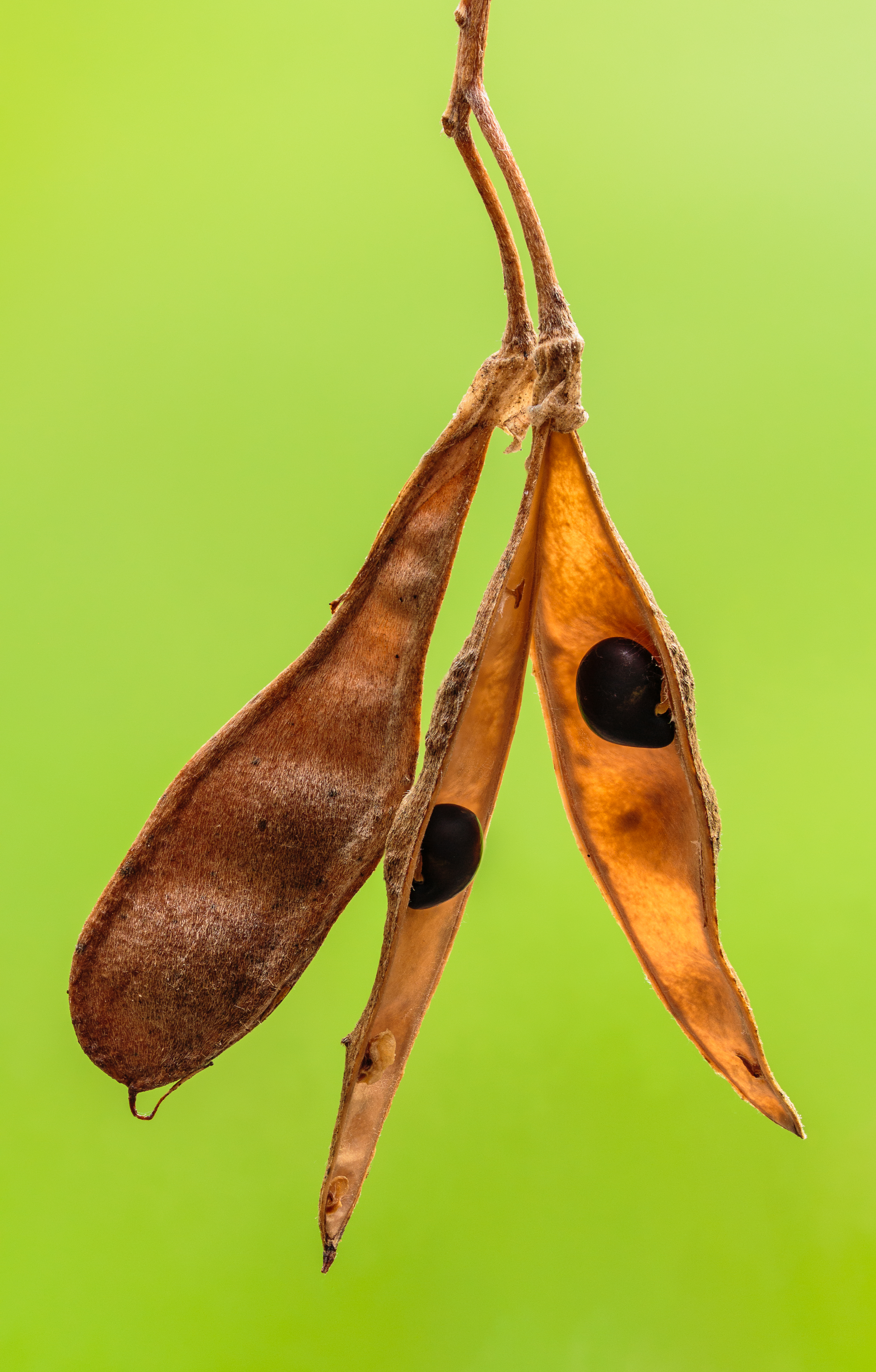
Vaina y semillas.

Laburnum anagyroides Medik. 2n=50.

## Usos
Las semillas, las cuales contienen un alcaloide, sirven como calmante para el sistema nervioso central y en casos de dolores encefálicos y estados depresivos. También pueden beneficiar sobre síntomas hepáticos y actuar como antídoto para intoxicaciones con arsénico. Además el alcaloide citisina se usa en medicamentos para dejar de fumar.

## Sinonimia
- Cytisus laburnum subsp. linnaeanus Wettst.
- Cytisus laburnum L.
- Cytisus penduliniformis Stokes
- Genista laburnum (L.) Scheele
- Laburnum vulgare Bercht. & J.Presl[3]

## Nombres comunes
- Castellano: borne, codeso de los Alpes, ébano de Europa, ébano de Europa, falso-ébano, lluvia de oro.[3]